# Péterfy-Novák Éva
Péterfy-Novák Éva (Miskolc, 1961. december 5. –) magyar írónő, emberi jogi aktivista.

## Életútja
Diósgyőrben született, a Herman Ottó Gimnáziumba, majd a Miskolci Egyetem szabad bölcsészet szakára járt. 2013-ban kezdte írói pályáját, Egyasszony című blogjával, melyben szülés során sérült, hétéves korában meghalt kislánya, Zsuzsi megrázó történetét írja le. A blog tartalma 2014-ben könyvként is megjelent a Libri kiadónál, és színdarab is készült belőle. Következő könyve A rózsaszín ruha című novelláskötet, a férjével közösen írt, kínai utazásukat leíró A panda ölelése, majd a pedofília témájú Apád előtt ne vetkőzz.
Férje 2011 óta Péterfy Gergely. Sokáig Kisorosziban éltek. 2020-ban Olaszországba költöztek. 2022-ben Felhő Café néven könyvkiadót alapítottak.
Mérő Verával és Gál Andrással közesen a 2014-ben alakult és 2021-ben bejegyzett Nem tehetsz róla, tehetsz ellene (NTRTE) Alapítvány egyik alapítója.

## Művei
- Egyasszony. Aki nem félt elmondani, amiről mindenki hallgat; Libri, Bp., 2014
- A rózsaszín ruha (Budapest, Libri, 2017)
- Péterfy Gergely–Péterfy-Novák Éva: A panda ölelése. Kínai útinapló; Kalligram, Bp., 2018
- Apád előtt ne vetkőzz (Budapest, Libri, 2019)
- Damaszt és paprikás csirke. Történetek és receptek Péterfy-Novák Éva és Szentesi Éva tollából; Libri, Bp., 2020

## Külső linkek
- Írásai a Műút oldalán
- Egy asszony, akinek megölték a gyerekét
- Adatlapja a Molyon